# مقيف سنمي
مقيف سنمي (الاسم العلمي: Ehretia cymosa) هو نوع من النباتات يتبع جنس المقيف من الفصيلة الحمحمية.

## الاسم العلمي مرادف
- مقيف حبشي Ehretia abyssinica